# Benita Hume
Benita Hume (14. října 1907 Londýn – 1. listopadu 1967 Egerton) byla anglická divadelní a filmová herečka, která se objevila ve více než 40 filmech mezi lety 1925 a 1955.

## Život a kariéra
V roce 1938 se provdala za herce Ronalda Colmana, se kterým zůstala až do jeho smrti v roce 1958. Měli spolu dceru Juliet. S Colmanem hrála v rozhlasovém sitcomu The Halls of Ivy (1950–1952) a v jeho televizní verzi (1954–1955). Příležitostně se s manželem objevovala jako host v rozhlasové show The Jack Benny Show, kde ztvárňovali Bennyho trpělivé sousedy, role, které si jednou zopakovali i v jeho televizním pořadu.
Po Colmanově smrti se v roce 1959 provdala za herce George Sanderse, a zůstali spolu až do její smrti v roce 1967. Sanders měl původně hrát v muzikálu Sherry!, ale kvůli Humeině nevyléčitelné rakovině od projektu odstoupil. Hume zemřela na rakovinu kostí v Kentu ve věku 60 let.

## Filmografie
- The Happy Ending (1925)
- Second to None (1927)
- The Constant Nymph (1928)
- Easy Virtue (1928)
- Balaclava (1928)
- A South Sea Bubble (1928)
- A Light Woman (1928)
- The Lady of the Lake (1928)
- High Treason (1929)
- The Clue of the New Pin (1929)
- The Wrecker (1929)
- The House of the Arrow (1930)
- Symphony in Two Flats (1930)
- The Flying Fool (1931)
- A Honeymoon Adventure (1931)
- The Happy Ending (1931)
- Service for Ladies (1932)
- Women Who Play (1932)
- Help Yourself (1932)
- Diamond Cut Diamond (1932)
- Men of Steel (1932)
- Sally Bishop (1932)
- Lord Camber's Ladies (1932)
- Discord (1933)
- The Little Damozel (1933)
- Clear All Wires! (1933)
- Looking Forward (1933)
- Gambling Ship (1933)
- Only Yesterday (1933)
- The Worst Woman in Paris? (1933)
- The Private Life of Don Juan (1934)
- Jew Suss (1934)
- 18 Minutes (1935)
- The Divine Spark (1935)
- The Gay Deception (1935)
- The Garden Murder Case (1936)
- Moonlight Murder (1936)
- Suzy (1936)
- Tarzan Escapes (1936)
- Rainbow on the River (1936)
- The Last of Mrs. Cheyney (1937)
- Peck's Bad Boy with the Circus (1938)